# Motala

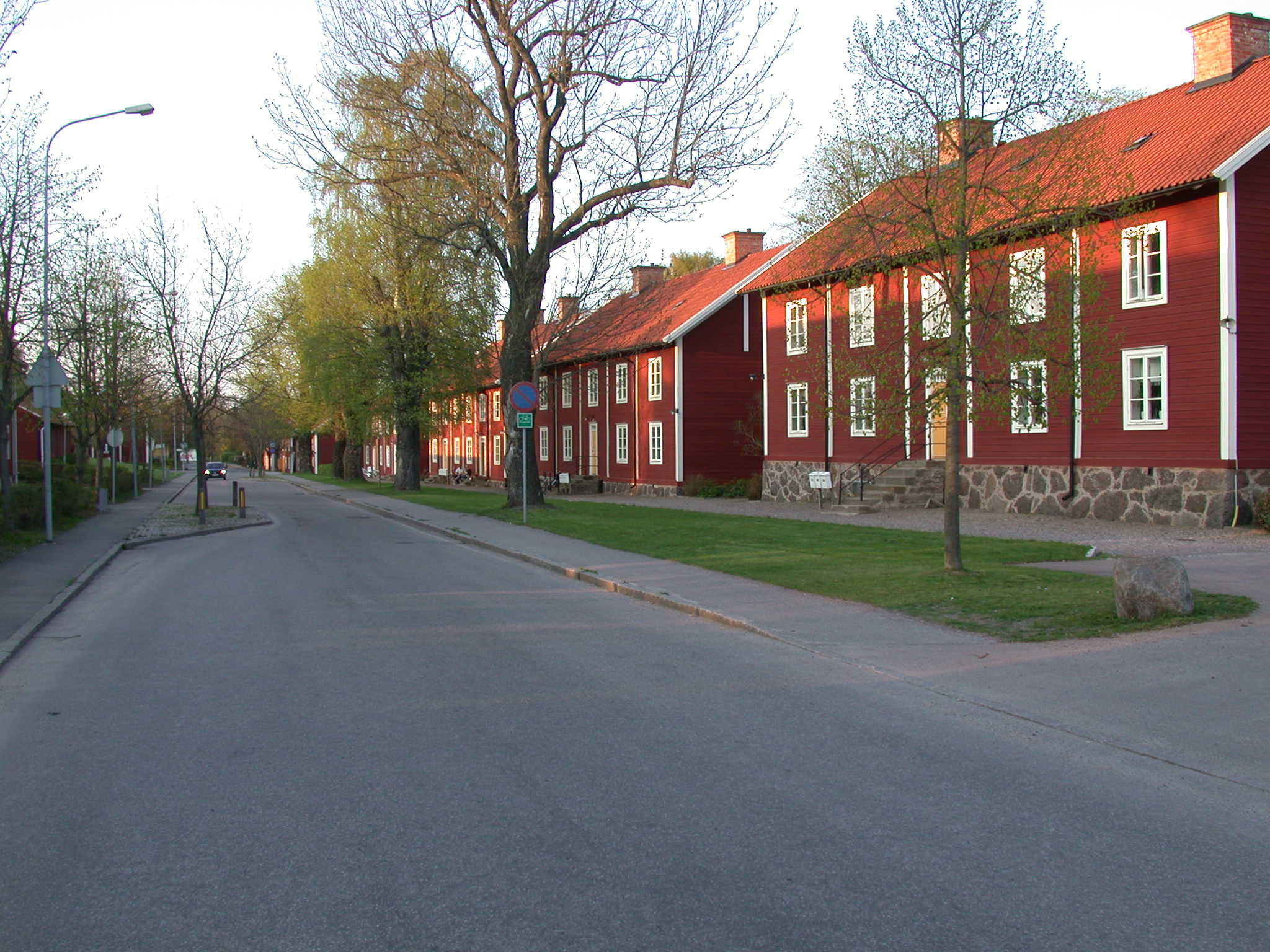
Straßenzug mit alten Arbeiterhäusern

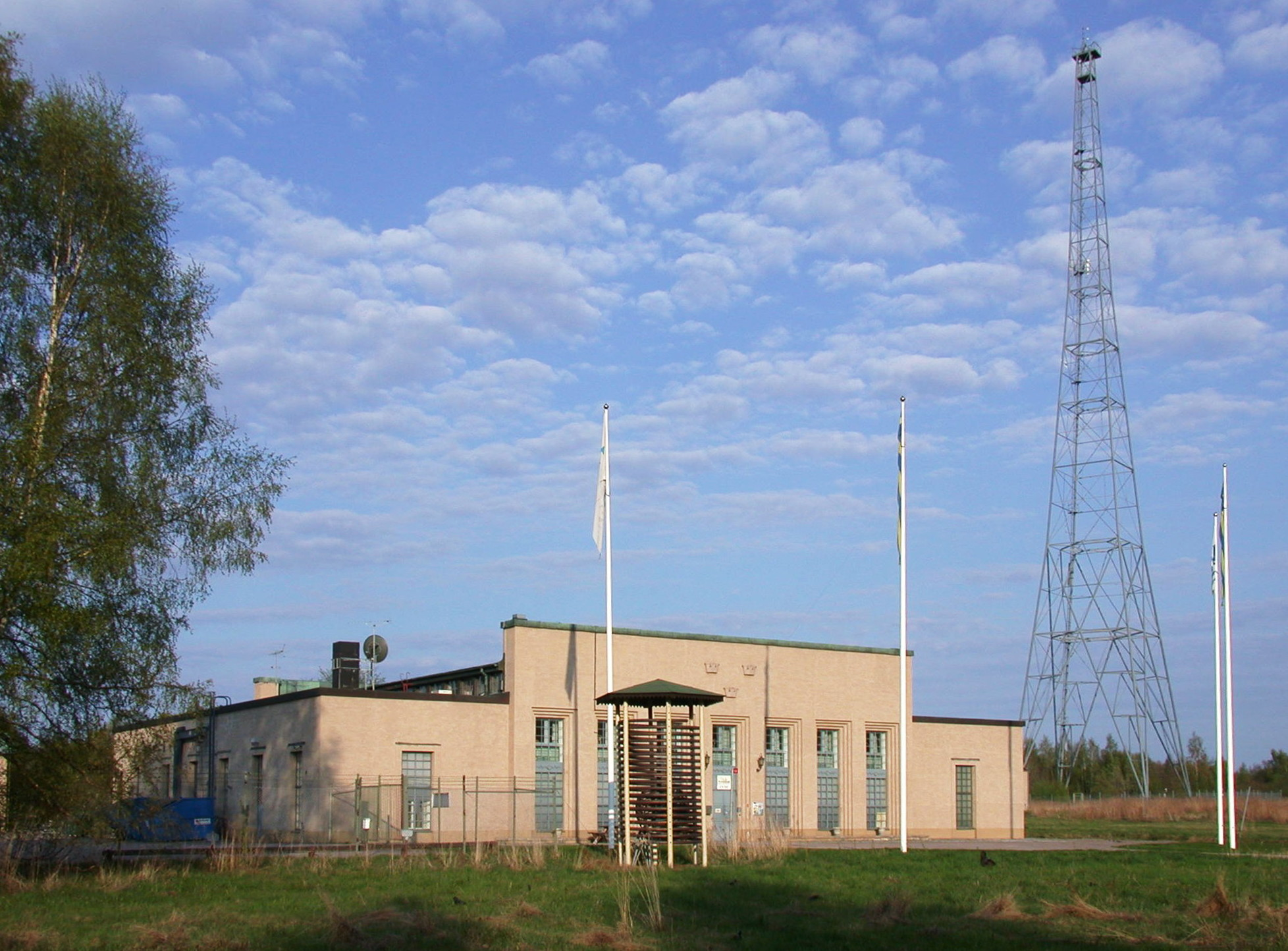
Der Langwellensender von Motala

Motala ist eine Stadt in der schwedischen Provinz Östergötlands län und der historischen Provinz Östergötland. Sie ist Hauptort der gleichnamigen Gemeinde. Motala liegt am Ostufer des Vättern und am Abfluss des Flusses Motala.

## Geschichte
Im Jahre 2000 führte man in Motala im Zusammenhang mit dem Bau eines neuen Eisenbahngleises archäologische Untersuchungen durch. Da das Gebiet am Fluss Motala lange bebaut war, hoffte man auf Reste eines Außenpostens von König Gustav Wasa zu stoßen. Völlig erstaunt waren die Archäologen dagegen, als sie die erste 8000 Jahre alte Pfeilspitze aus Feuerstein ausgruben.
2010 wurde der Phallus von Motala und 2011 die auf Pfähle gespießten Schädel von Motala entdeckt.
Viele der mit 5900–5530 v. Chr. in die Mittelsteinzeit (Mesolithikum) fallenden Funde wurden genetisch untersucht und spielen eine wichtige Rolle als Vergleichsmaterial nordeuropäischer Jäger- und Sammlerkulturen (Haak et al. 2015).

## Sendeanlagen

### Langwellensender
1927 wurde in Motala ein Sender für den schwedischen Langwellenrundfunk errichtet. Als Sendeantenne wurde eine zwischen zwei 120 Meter hohen Stahlfachwerktürmen gespannte T-Antenne verwendet. Sie existiert auch noch (58° 32′ 44″ N, 15° 2′ 34″ O). Der Standort wurde gewählt, weil er ziemlich genau in der Mitte zwischen den beiden größten Städten und den beiden Küsten des Landes Stockholm und Göteborg liegt. Beide Ballungszentren konnten von hier aus erreicht werden. Die Radioprogramme wurden über Standleitungen von den Studios in Stockholm nach Motala übermittelt und dort ausgestrahlt. Der Sender war bis 1962 in Betrieb. In den 60er Jahren wurde der Sendebetrieb nach Orlunda verlegt. Am 30. November 1991 wurde der Betrieb des schwedischen Rundfunks im Langwellenbereich auf der Langwellen-Frequenz 189 kHz eingestellt.
Heute ist der Sender in Motala ein interessantes technisches Museum, von dem aus gelegentlich auf der Langwellenfrequenz 189 kHz mit geringer Sendeleistung auch Radioprogramme gesendet werden.

### UKW-Sender
Im Ortsteil Ervasteby existiert ein 332 Meter hoher Sendemast für UKW-Rundfunk und Fernsehen.
58° 35′ 18″ N, 15° 5′ 45″ O

## Wirtschaft
Als im frühen 19. Jahrhundert der Göta-Kanal gebaut wurde, entwickelte sich Motala zu einem bedeutsamen Handelsplatz am Kanal. Motala Verkstad entstand als weltbekannte Werft und Hersteller von Dampfmaschinen. Im Science-Fiction-Roman 20.000 Meilen unter dem Meer von Jules Verne werden Teile des Unterseeboots Nautilus als in Motala Verkstad hergestellt bezeichnet.
Wegen der Nähe des Langwellensenders wurde das Unternehmen Luxor gegründet. Luxor wurde bald einer der größten Hersteller von Radios, später auch Fernsehgeräten in Schweden. In den 1990er Jahren wurde Luxor von Nokia aufgekauft.
Im Motala Motormuseum, einem privaten Museum mit einer umfangreichen Sammlung an historischen Fahrzeugen, befindet sich eine Radio-Abteilung, in der zahlreiche Radiogeräte der Marke Luxor ausgestellt sind.

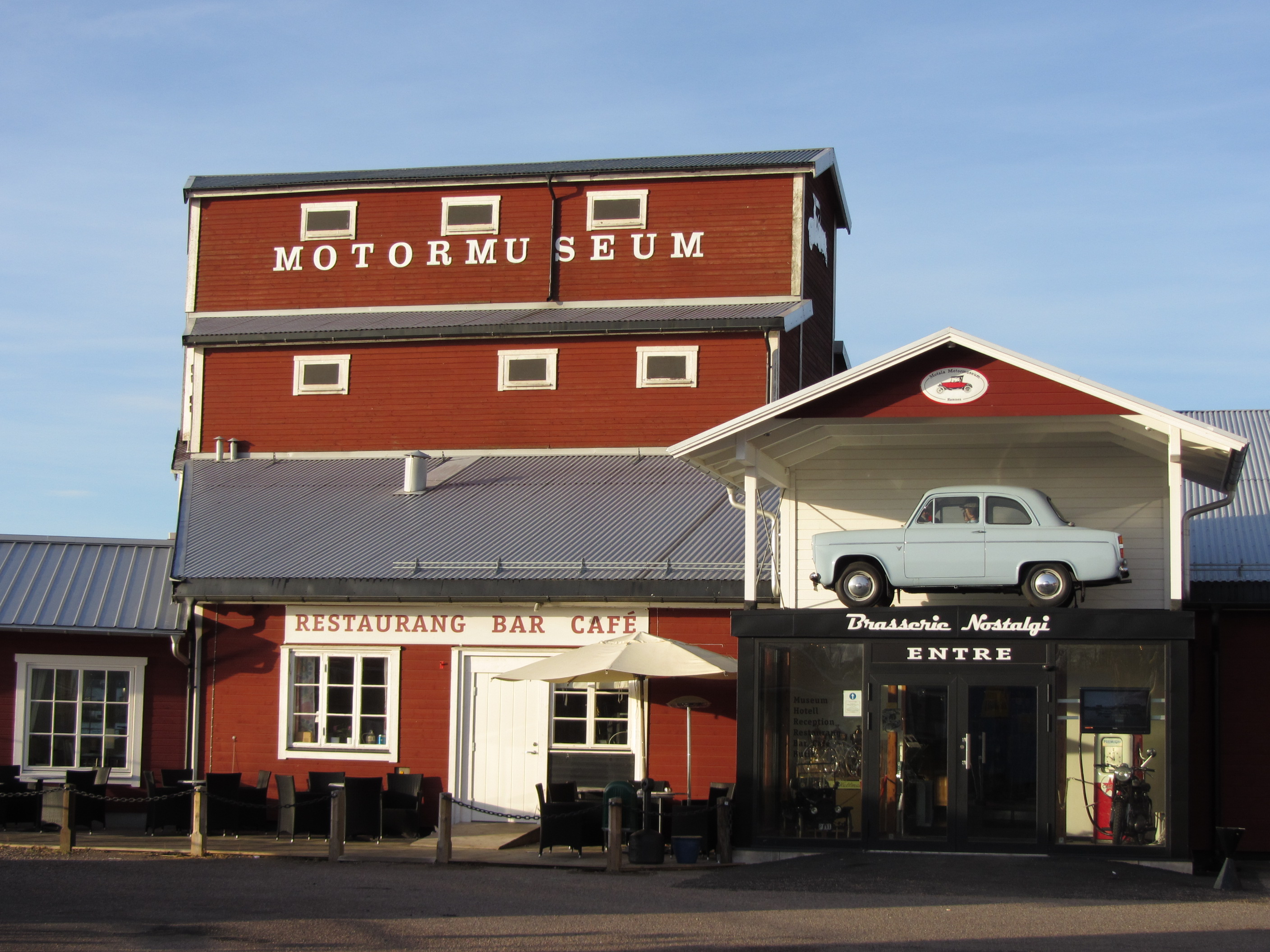
Motala Motormuseum

## Söhne und Töchter der Stadt
- Johannes Messenius (1579–1636), Schriftsteller und Historiker
- Gustav Sandgren (1904–1983), Schriftsteller
- Torbjörn Caspersson (1910–1997), Zellbiologe und Genetiker
- Gösta Löfgren (1923–2006), Fußballspieler
- Bjarne Andersson (1940–2004), Skilangläufer
- Reine Wisell (1941–2022), Automobilrennfahrer
- Sven-David Sandström (1942–2019), Komponist
- Ove Karlsson (* 1944), Sportjournalist
- Thomas Magnusson (* 1950), Skilangläufer
- Håkan Samuelsson (* 1951), Industriemanager
- Jan Junell (* 1956), Eisschnellläufer
- Per Holmertz (* 1960), Schwimmer
- Alexander Bard (* 1961), Künstler, Autor, Liedtexter und Sänger
- Patrik Brinkmann (* 1966), schwedisch-deutscher Unternehmer und Politiker
- Anders Holmertz (* 1968), Schwimmer
- J. C. Schütz (* 1976), Sänger und Komponist
- Johan Andersson (* 1984), Eishockeyspieler
- Erik Moberg (* 1986), Fußballspieler
- Henrik Törnqvist (* 1996), Eishockeyspieler
- Maja Nilsson (* 1999), Hochspringerin